# SALT

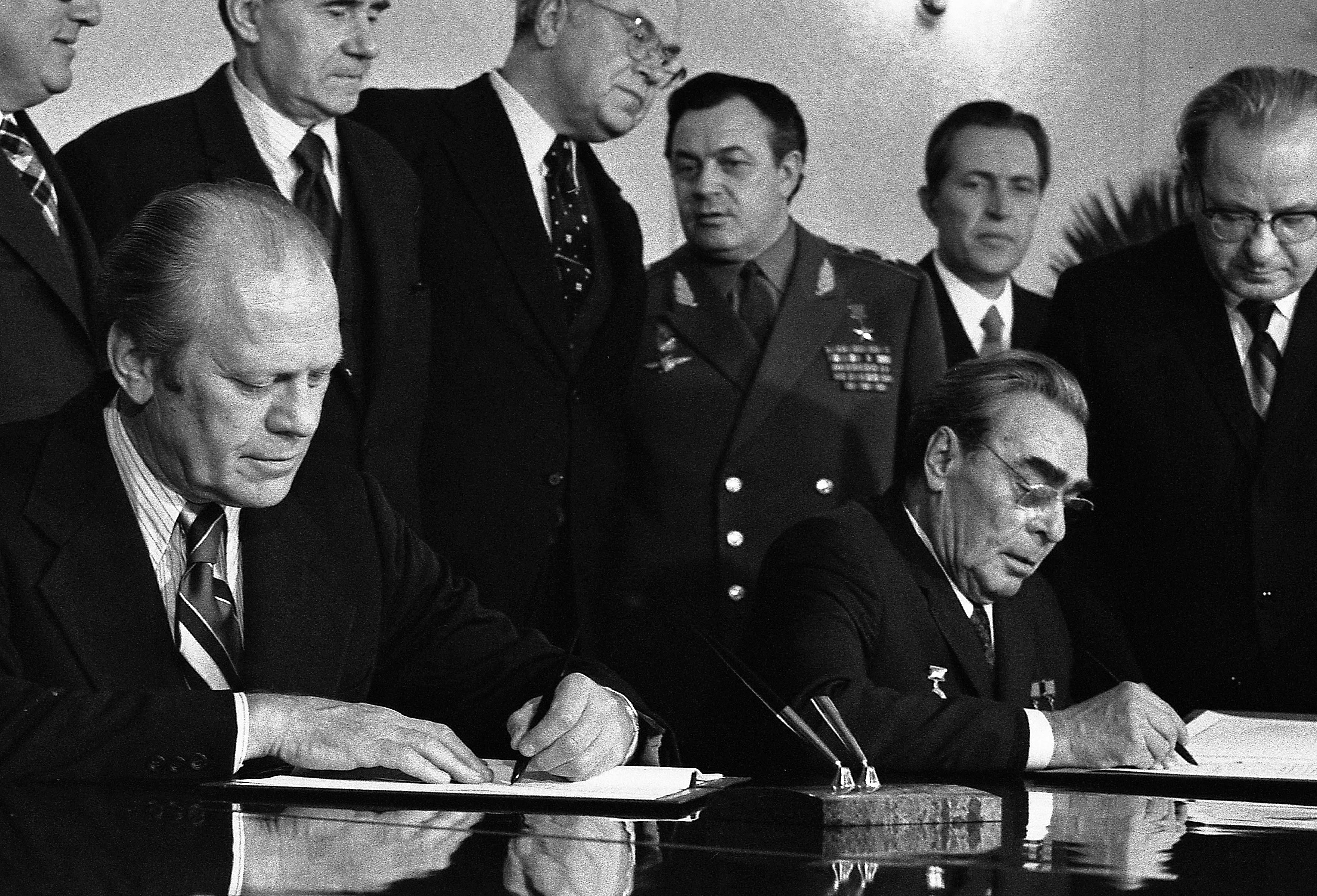
Leonid Brežněv a Gerald Ford podepisují SALT I, 1974.

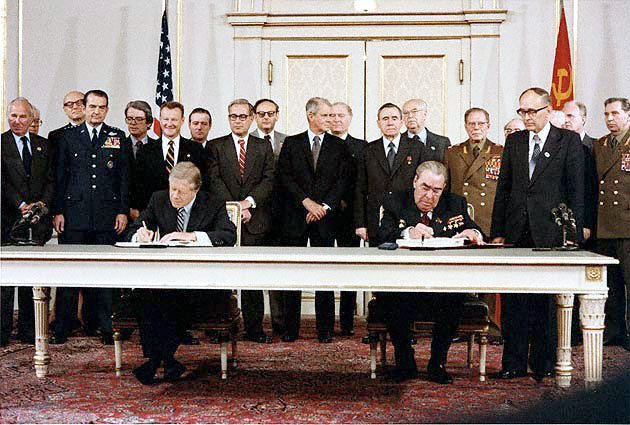
Prezident Jimmy Carter a Leonid Brežněv podepisují SALT II, 1979

SALT (akronym z anglického Strategic Arms Limitation Talks – Rozhovory o omezení strategických zbraní) je série bilaterálních smluv mezi Sovětským svazem a Spojenými státy americkými, kterým předcházely jejich rozhovory o omezení strategických zbraní.

## Kontext
Tehdejší Sovětský svaz a Spojené státy byly v 70. letech dvě největší světové supervelmoci, nevojenskými prostředky bojující o geopolitický vliv v rámci Studené války. Předchozí období (zhruba od konce války do počátku 60. let) by se dal označit jako fáze vývoje a testování jejich jaderných zbraní – Spojené státy vyvinuly první jadernou zbraň na světě v Projektu Manhattan ještě za 2. světové války, Sovětský svaz pak v roce 1949. Testování jaderných zbraní těchto mocností, zejména po testu mohutné Car-bomby v roce 1961, rozvířilo mezinárodní nevoli k dalšímu směřování tímto směrem, spolu s obavami, že síla těchto zbraní by v případě rozpoutání jaderného konfliktu byla dostatečná na vyhlazení veškerého života na Zemi.

## SALT I
Vyjednávání nad SALT I trvala od 17. listopadu 1969 do května 1972 v řadě setkání v Helsinkách a Vídni. Jednání uvízla na mrtvém bodě. Výsledek se dostavil až v květnu 1971, kdy bylo dosaženo shody v oblasti systémů ABM. Další rozhovory vedly k dohodě a závěru jednání, kdy 26. května 1972 v Moskvě prezident Richard Nixon a Leonid Brežněv podepsali Smlouvu o antibalistických raketách (Smlouva ABM), která byla uzavřena na dobu neurčenou (se šestiměsíční výpovědní lhůtou) a zavazovala Spojené státy americké a Sovětský svaz k omezení počtu antibalistických raketových systémů. Dále podepsali Prozatímní dohodu mezi Spojenými státy a Svazem Sovětských socialistických republik o některých opatřeních s ohledem na omezení strategických útočných zbraní, zkráceně nazývanou Smlouva SALT I která byla uzavřena na dobu pěti let s platností od 1. červenec 1972 a zavazovala obě strany k omezení interkontinentálních střel (ICBM), střel SLBM a ponorek s těmito zbraněmi na palubě. Bylo dosaženo i dalších vzájemných dohod, což pomohlo k rozšíření vztahů mezi Spojenými státy a Sovětským svazem.

## SALT II
Smlouva SALT II byla uzavřena ve Vídni dne 18. června 1979. Rozhovory, vedoucí k jejímu podepsání se však datují od roku 1972. Hlavní podstatou SALT II bylo omezení či zakázání vývoje některých druhů balistických raket s jadernými hlavicemi.

## Následující smlouvy omezující jaderné zbraně
- Strategic Arms Reduction Treaty – START, několik mezinárodních smluv o snížení počtu strategických zbraní, které navázaly na smlouvy SALT
- Comprehensive Test Ban Treaty – smlouva o zakázání testování jaderných zbraní.